# Los Shapis

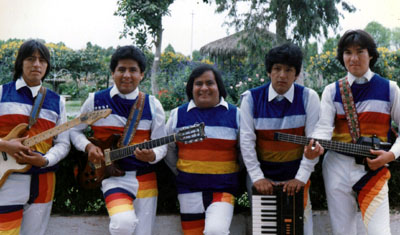
Los Shapis

Los Shapis ist eine peruanische Musikgruppe, die hauptsächlich Musik im Chicha- und Cumbia-Andina-Stil macht. Mit ihrer Verbindung der Cumbia Andina mit Elementen des Techno wirkten und wirken sie prägend für nachfolgende Musikergenerationen, die sich bis heute an dem Stil der Shapis orientieren. Sie hatten somit einen maßgeblichen Anteil am Boom des Tecno Cumbia, der in den 1980er Jahren begann und bis heute anhält.
Ihren ersten großen Erfolg hatte die Band 1981 mit El Aguajal (dt. Das Moor), einer modernen Interpretation eines bekannten Hayno im Cumbiastil. Eines ihrer Markenzeichen ist ihre regenbogenfarbene Kleidung. Die Regenbogenflagge war das Zeichen der Inkas.
Der Name Los Shapis kommt von einem kriegerischen Tanz aus der Gegend um Huancayo. Der Tanz wurde aufgeführt, wenn sich ein Stamm von einem anderen, feindlichen gesinnten Stamm angegriffen fühlte.

## Der Weg zum Erfolg
Am 14. Februar 1981 trafen sich Julio Simeon und Jaime Moreyra, beide mit umfangreicher Erfahrung im Musikgeschäft, in Huancayo, um eine Band zu gründen, die bereits einige Tage danach zum ersten Mal auftreten sollte. Zu Beginn hatten Los Shapis fünf Mitglieder. Mit dem großen Erfolg wuchs auch die Zahl der Musiker.
Der große Erfolg der Shapis kann durch die vielen neu zugezogenen Einwohner der peruanischen Hauptstadt Lima erklärt werden, die ursprünglich aus verschiedenen Gegenden der Anden kamen und sich an den Rändern von Lima ansiedelten. In Lima gehörten die Neuankömmlinge aus den Bergen meist zur armen Unterschicht. Als schließlich mit den Shapis eine Musikgruppe kam, die "ihre" Musik in die Hauptstadt brachte, gab es etwas, an dem sie sich festhalten konnten. Im Anfang war die Musik bei der Ober- und Mittelschicht unbeliebt, fand aber mit der Zeit auch seinen Weg in die Diskotheken und Radios des Zentrums von Lima, wo sich die Shapis mit ihrer Musik bis heute halten.

## Die größten Erfolge
Im Repertoire von Los Shapis finden sich viele Lieder mit sozialkritischen Texten, ebenso aber auch unterhaltsame Lieder und Balladen.
- El Aguajal (dt. Das Moor)
- El Chofercito (dt. Der Fahrer)
- La Novia (dt. Die Braut)
- Mi Tallercito (dt. Meine Werkstatt)
- Borrachito borrachón (dt. Der Trinker)
- Cusqueñita (dt. Das Mädchen aus Cusco)
- Aguita Clara (dt. Klares Wasser)
- Corazoncito (dt. Herzchen)

und viele mehr.
Im Jahr 2001 erschien mit „20 años contigo“ eine Jubiläums-CD. Die letzte erschienene CD ist „La Historia Musical Los Shapis“, die 2005 veröffentlicht wurde. Auf dieser CD finden sich die größten Hits, von den aktuellen Mitgliedern der Shapis neu eingespielt.

## Diskografie
- 2001: 20 años contigo
- 2002: Colección Especial
- 2005: La historia musical

## Filmografie
- 1986: Los Shapis en el mundo de los pobres